# HD 32453
HD 32453 är en ensam stjärna i den mellersta delen av stjärnbilden Gravstickeln. Den har en skenbar magnitud av ca 6,01 och är mycket svagt synlig för blotta ögat där ljusföroreningar ej förekommer. Baserat på parallax enligt Gaia Data Release 2 på ca 8,0 mas, beräknas den befinna sig på ett avstånd på ca 407 ljusår (ca 125 parsek) från solen. Den rör sig bort från solen med en heliocentrisk radialhastighet på ca 6 km/s.

## Egenskaper
HD 32453 är en gul till vit jättestjärna av spektralklass G8 III, som har förbrukat förrådet av väte i dess kärna och utvecklats bort från huvudserien. Den har en massa som är ca 2,4 solmassor, en radie som är ca 10 solradier (baserat på en uppmätt vinkeldiameter av 0,748 mas) och har ca 50 gånger solens utstrålning av energi från dess fotosfär vid en effektiv temperatur av ca 5 000 K.